# Campos Machado
Antônio Carlos Campos Machado (Cerqueira César, 31 de outubro de 1939 – São Paulo, 6 de janeiro de 2024) foi um advogado e político brasileiro. Foi deputado estadual de São Paulo por nove mandatos consecutivos, entre 1987 e 2023.
Foi por anos filiado ao Partido Trabalhista Brasileiro (PTB), afastando-se da sigla em 2020 por discordar da aproximação do partido com o bolsonarismo. Ao ingressar então no Avante, o deputado atribui sua derrota na eleição de 2022 à desorganização do partido. Ingressou por fim no Partido Social Democrático. Morreu em janeiro de 2024.

## Biografia
Nascido no município de Cerqueira César, no estado de São Paulo, casou-se com Marlene Campos Machado, com quem teve três filhos.
Formou-se na Faculdade de Direito da Universidade de São Paulo e atuou como advogado criminalista. Ingressou na carreira política por meio de Jânio Quadros.
Machado morreu no dia 6 de janeiro de 2024, aos 84 anos vítima de uma leucemia.

## Carreira política
Em 12 de janeiro de 1994, o deputado pediu à Procuradoria Geral de Justiça de São Paulo as informações levantadas num inquérito que investigava supostos desvios de recursos do Sindicato dos Condutores do ABC para o Partido dos Trabalhadores (PT) e a Central Única dos Trabalhadores (CUT). Machado desconfiava de desvios para as campanhas dos deputados Luiz Gushiken e Luiz Azevedo; ambos negavam as acusações.

### Emenda Constitucional 01/2013
Em 2013, Campos Machado propôs a emenda constitucional 01/2013, que tinha por objetivo tornar exclusiva atribuição do procurador geral de justiça funções institucionais do Ministério Público, como "zelar pelo efetivo respeito dos poderes públicos" e "promover o inquérito civil e a ação civil pública, para a proteção do patrimônio público e social, do meio ambiente e de outros interesses difusos e coletivos", quando a autoridade alvo da reclamação for alguém exercendo função de governador ou vice, secretário de Estado, deputado estadual, membro do Poder Judiciário, membro do Ministério Público, conselheiro do Tribunal de Contas do Estado de São Paulo (TCE-SP) ou prefeito. 
A proposta foi criticada por tentar reduzir os poderes do Ministério Público e considerada uma forma de mandonismo. Em artigo de opinião da Folha de S.Paulo, o deputado defendeu sua proposta respondendo que buscava com ela inibir perseguições pessoais e políticas.

### Troca de partido
Em dezembro de 2020, Campos Machado deixou o Partido Trabalhista Brasileiro (PTB) após o partido demonstrar cada vez mais uma inclinação ideológica aliada ao governo Bolsonaro e ao bolsonarismo.
Logo após, Campos filou-se ao Avante e assumiu a diretoria estadual. Em entrevista no evento de filiação, o deputado disse que o então presidente do PTB, Roberto Jefferson, havia se transformado num "ditador, de uma radicalidade incrível." Ele disse ser amigo de Jefferson há 25 anos, mas que um novo Roberto havia aparecido há dois, três meses. Perguntando sobre o futuro do PTB com esse novo Jefferson, respondeu que não via futuro: "Ele diz que é conservador. Espera um pouquinho. Todo mundo é conservador, no sentido de que família é família, mãe é mãe. Isso é ser conservador, agora a maneira como as coisas estão sendo levadas é um ponto fora da curva, de desequilíbrio mental total."
Campos Machado negou que o Avante fosse um partido nanico, contou que presidente Luiz Tibé lhe havia dado carta-branca e se disse audacioso: esperava para a eleição seguinte eleger três deputados federais e cinco estaduais.
Na eleição de 2022, obteve 39 mil votos e não conseguiu se reeleger; era membro da Alesp havia 35 anos.
 

O ex-deputado criou a "SP Frente Cidadã", uma organização suprapartidária que visava resgatar o trabalhismo em São Paulo. Em agosto de 2023, Campos Machado se filiou ao Partido Social Democrático (PSD). O presidente da sigla, Gilberto Kassab, apadrinhou a filiação de Machado.